# James F. Trotter

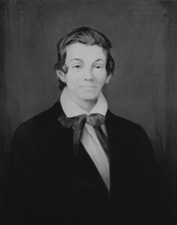
James F. Trotter

James Fisher Trotter (* 5. November 1802 im Brunswick County, Virginia; † 9. März 1866 in Holly Springs, Mississippi) war ein US-amerikanischer Jurist und Politiker. Er vertrat den Bundesstaat Mississippi im US-Senat.
In Virginia geboren, zog er bald nach Tennessee, besuchte dort Privatschulen und studierte anschließend Jura. 1820 hatte er seinen Abschluss und eröffnete 1823 sein Büro in Hamilton, Mississippi.
Von 1827 bis 1829 gehörte er dem Repräsentantenhaus von Mississippi an, anschließend war er bis 1833 Mitglied des Staatssenats. Dann wurde er Richter in Mississippi. 1838 übernahm er für kurze Zeit den Posten des Demokraten John Black im US-Senat, der zurückgetreten war. Seine Amtszeit dauerte vom 22. Januar bis zum 10. Juli 1838. Dann trat er ebenfalls zurück.
Zwischen 1839 und 1842 war er Richter am Supreme Court of Mississippi, bevor er auch von diesem Amt zurücktrat. Seine eigene Praxis hatte er schon 1840 in Holly Springs wieder eröffnet. Von 1860 bis 1862 war er Professor für Jura an der University of Mississippi.